# Цензива
Цензива (фр. la censive; от cens, чинш) — в средневековой Франции форма наследственного землевладения неблагородных сословий, крестьян.

## Подробнее
Все земли во Франции, кроме редких дворянских и крестьянских аллодов, были или феоды, или цензивы, как назывались ротюрные участки (неблагородные, чёрные (roturières), подчинённые талии).
Наследственный собственник цензивы (цензитарий, чиншевик) мог её заложить, продать, подарить и т. п., но над ней всегда оставались известные права сеньора, ни в каком случае не подлежавшие выкупу.
Своё название цензива получила от ценза или чинша (cens), то есть оброка, платившегося сеньору. Последний имел право возвратить цензиву себе, если цензитарий отказывался ею владеть; когда цензива переменяла владельца по праву наследования, новый владелец формальным актом признавал свою цензуальную зависимость; покупщик цензивы должен был представить сеньору купчую крепость и заплатить ему особую пошлину и т. д.
Денежный ценз был обыкновенно невелик, но очень тяжел был соединявшийся с ним шампар (champart), составлявший известную долю (около четверти) урожая. В силу исключительного права охоты, принадлежавшего дворянству, собственник цензивы не мог истреблять дичь, портившую его посевы; не мог косить траву или жать хлеб, пока куропатка не выведет своих цыплят; не мог убивать ни голубей, которых держали сотнями в своих замках сеньоры в силу droit de colombier, ни кроликов, живших в заповедных участках леса (гареннах), хотя голуби и кролики наносили большой вред сельскому хозяйству.
Цензуальные и общинные отношения в XVIII в. служили предметом разорительных процессов, вследствие несправедливых притязаний сеньоров, запутанности феодального права, продажности и зависимости сеньориальных судов и т. д.